# Ловушка для Золушки
«Лову́шка для Зо́лушки» (фр. Piège pour Cendrillon) — детективная повесть французского писателя Себастьяна Жапризо.

## Сюжет
Двадцатилетняя девушка, жертва пожара, приходит в себя в больнице. У неё амнезия. Пациентка не помнит ничего с пятилетнего возраста до вспышки яркого света сразу после ранения. Девушке сообщают, что её имя — Мишель Изоля́, Мики, Ми, но это имя ей ни о чём не говорит, равно как и другие имена: Жанна Мюрно́ — её бывшая гувернантка, высокая женщина с золотыми волосами; Сандра Рафферми (тётя Мидоля, его крёстная) — родная тётя Мики, владелица сети обувных фабрик, недавно скончавшаяся и оставившая богатое наследство; погибшая на пожаре Доменика Лои́ (До) — подружка детства Мики. В детстве с ними дружила другая девочка, Анджеля (Ля), но она вскоре умерла.
Согласно рассказу Жанны, Мики сильно обгорела во время пожара: сгорели волосы, лицо, руки. Доктора пересадили ей кожу, пожертвованную Жанной. После того, как с Мики сняли бинты, её забрала с собой Жанна. Жанна рассказывает Мики о её поведении в прошлом, но это прошлое не нравится Ми. Она решает провести самостоятельное расследование и на время сбегает от Жанны. Мики посещает свой дом и встречается со своим бывшим любовником Франсуа Руссеном. Руссен рассказывает ей про её отношения с До. Мики покидает Руссена, оценив его душевную мерзость. Портье в гостинице, где она поселилась, называет её мадемуазель Лои, и девушка с ужасом убеждается, что расписалась в книге как «Доменика Лои». Доменика Лои тоже была брюнетка с голубыми глазами, одного роста с Ми. Труп погибшей девушки сгорел до полной неузнаваемости.
Мики вызывает Жанну, и та рассказывает ей о Доменике. До встретила Мики на работе, в банке, когда Ми вкладывала чек. Несколько дней До собиралась с духом позвонить Ми, наконец, позвонила. Ми пригласила её к себе жить, и До стала компаньонкой Ми. Любовник До Габриэль подозревал, что До ведёт какую-то корыстную игру. Ми заставила До бросить банк и назначила ей оклад выше того, что До получала в банке. Вскоре девушки уезжают на виллу на мысе Кадэ.
Переехав к Ми, До вступает в переписку с Рафферми, с Флоренцией, выставляет в письмах Ми в невыгодном свете. Вскоре из Флоренции приехала Жанна. Великанша разыскала До и убедила её, что письмами ничего у этой «старой карги» не добиться. Жанна решила убить Мики с помощью До. До должна была каждый вечер откручивать гайку на стыке труб, которые подведены к газовой колонке в ванной, и подмачивать картонную прокладку. В назначенный день Жанна заменила бы исправную гайку на треснувшую, которая пропускала бы газ, и До осталось бы всего лишь кинуть в ванную комок зажжённой ваты. До должна была надеть на голову загоревшуюся сорочку и по расчётам за несколько секунд добежать до бассейна. Её волосы и лицо должны были обгореть, после чего До смогла бы выдать себя за Ми и получить наследство богатой тёти, находившейся при смерти. До отрабатывала мельчайшие детали поведения Ми, её походку, манеру курить, разговаривать.
Видимо, в последний момент До решила спасти Ми, потому что выжившую девушку нашли на лестнице, куда она прыгнула со второго этажа и ударилась головой о ступеньку, так и не добравшись до бассейна, а обгорелый труп второй девушки был найден у дверей спальни Доменики.
Всё это Жанна рассказывает той, которую считает Доменикой. Девушка уезжает на виллу на мысе Кадэ. Жанна уезжает во Флоренцию для вскрытия завещания. К девушке приходит парень по имени Серж Реппо. Работая на почте, он подслушивал телефонные разговоры Жанны и До и читал их телеграммы. Он решил, что Жанна и До собираются облапошить Мики, и предложил купить у него эту информацию за сто тысяч. Узнав о телеграмме Жанны с текстом «Кларисса прокладка. Целую» Мики попросила Реппо проверить газовую колонку, им обоим стало ясно, что затевают Жанна и До. Мики отказалась от предложения Сержа уведомить полицию и решила сама привести в исполнение план Жанны, выдав себя за Доменику. Она знала, что Рафферми составила завещание в пользу До, и училась быть Доменикой точно так же, как и Доменика училась быть Мики. Ми обращает внимание на мерзкий запах одеколона Реппо, тот отвечает, что этот одеколон продаётся только в Алжире, где Реппо проходил военную службу.
Серж шантажирует девушку, требуя от неё обещанные сто тысяч. К Мики приходит Габриэль. Он убедил До составить полис о страховании жизни и на этом основании получил от страховой компании разрешение расследовать дело. Он обвиняет Мики в убийстве До, ведь пожар начался с комнаты Доменики, а не от газовой колонки, поскольку ветер в тот день дул в другую сторону, пожар начался как раз под спальней До. Габриэль сообщает, что наследницей Рафферми объявлена Доменика. Девушка выходит из себя, отправляется к Сержу Реппо и прилюдно пристреливает его.
Дома девушку ждут Жанна и полиция. Девушку арестовывают. Находясь в тюрьме, она размышляет, кем же она является: Мики или Доменикой. Ведь Серж мог солгать, и тогда Мики ничего не знала, и До с Жанной привели свой план в исполнение, не зная, что их старания напрасны: завещание составлено на имя До. А если Серж Реппо не солгал, значит она — Мики, и она опять «пролетела мимо кассы», потому что Жанна, согласно своему плану, опознала в ней Ми.
Через некоторое время к арестантке вернулась память, и она предстала перед судом. На суде она всячески тушевалась, предоставляя Жанне отвечать на вопросы. Суд снял обвинение в убийстве Реппо, но за соучастие в убийстве Доменики Лои, организованном Жанной Мюрно, её приговорили к десяти годам лишения свободы. Саму Жанну приговорили к тридцати годам. Выходя из суда, девушка угадала, что конвоир-жандарм служил в Алжире по запаху его одеколона с названием «Ловушка для Золушки».

## Экранизации
- Повесть впервые была экранизирована[англ.] в 1965 году, причём и Мики, и Доменику играла одна и та же актриса, Дани Каррель. Сам Жапризо, которому не понравился фильм, на много лет заблокировал права на экранизацию[4].
- Более современная экранизация[англ.] — 2013 года. Режиссёр — Иэн Софтли[5].
- Российская экранизация 2000 года — «Траектория бабочки». Режиссёры Ю. Гольдин и О. Бабицкий, в главных ролях Любовь Толкалина и Дарья Повереннова.